# Uitstaande vetmuur
Uitstaande vetmuur (Sagina micropetala) is een plantensoort uit de anjerfamilie (Caryophyllaceae).

## Determinatie
Uitstaande vetmuur is een kleine, eenjarige, kruidachtige plant. Ze bereikt een hoogte van 2–10 cm. De plant heeft dunne, sterk vertakte, rechtopstaande stengels. De lichtgroene bladeren zijn meestal kaal. Soms hebben ze klierharen en aan de bladvoet stijve wimperharen. De bladeren hebben aan de top een 0,3 mm lang stekelpuntje.
De soort bloeit van mei tot in juli met alleenstaande, groene of witte, 2–4 mm grote bloemen en kleverig behaarde of kale bloemstelen. Na de bloei is de bloemsteel in het begin aan de top gebogen. De zeer kleine bloemkroon valt snel af. De kelkbladen van de bloemknop hebben een rozerode tot paarsrode rand. De kelkbladen zijn  1–1,6 mm lang en staan al aan het begin van vruchtzetting meestal rechtaf. De twee buitenste kelkbladen zijn stomp of iets kapvormig en de twee binnenste zijn spits of hebben een kort stekelpuntje.
De vrucht is een vierkleppige doosvrucht, die voor minstens 12% buiten de kelk uitsteekt. Het zaad is 0,35 mm lang en 0,25 mm breed. Het aantal chromosomen is 2n = 12.

### Gelijkende taxa
Uitstaande vetmuur lijkt erg veel op donkere vetmuur en in mindere mate ook op liggende vetmuur; alle drie deze vetmuren groeien vaak samen met elkaar. Donkere vetmuur onderscheidt zich van de voornoemde gelijkende soorten door de rozerode tot paarsrode rand op de kelkbladen; donkere vetmuur en liggende vetmuur hebben een witte rand. De kelkbladen van donkere vetmuur verschillen voorts van uitstaande vetmuur doordat bij donkere vetmuur de kelkbladen tegen de doosvrucht aanliggen en de buitenste twee spits tot toegespitst zijn. De doosvrucht steekt ten hoogstens 10% buiten de kelk uit, terwijl die van uitstaande vetmuur verder uitsteekt.

## Ecologie
Uitstaande vetmuur is een pioniersoort. Ze komt voor op eutrofe tot mesotrofe, basische, droge tot vochtige standplaatsen in de volle zon tot in de halfschaduw. Haar meest karakteristieke standplaats betreft voegen van plaveisel; ze is dan ook een tredplant te noemen. Daarnaast komt ze ook voor op stenige grond langs spoorwegen, industrieterreinen, braakliggende grond, bermen en bij muurvoeten.

### Syntaxonomie
In de syntaxonomie staat uistaande vetmuur te boek als kensoort voor de associatie van vetmuur en zilvermos (Bryo-Saginetum).

## Verspreiding
Het natuurlijke verspreidingsgebied van uitstaande vetmuur strekt zich uit over Zuid-, Midden- en West-Europa, West-Azië en noordelijk Afrika en is van daaruit verspreid naar Noord-Amerika, Zuid-Afrika, Nieuw-Zeeland en Australië. De soort staat op de Nederlandse Rode lijst van planten als algemeen voorkomend en stabiel of toegenomen.

## Fotogalerij

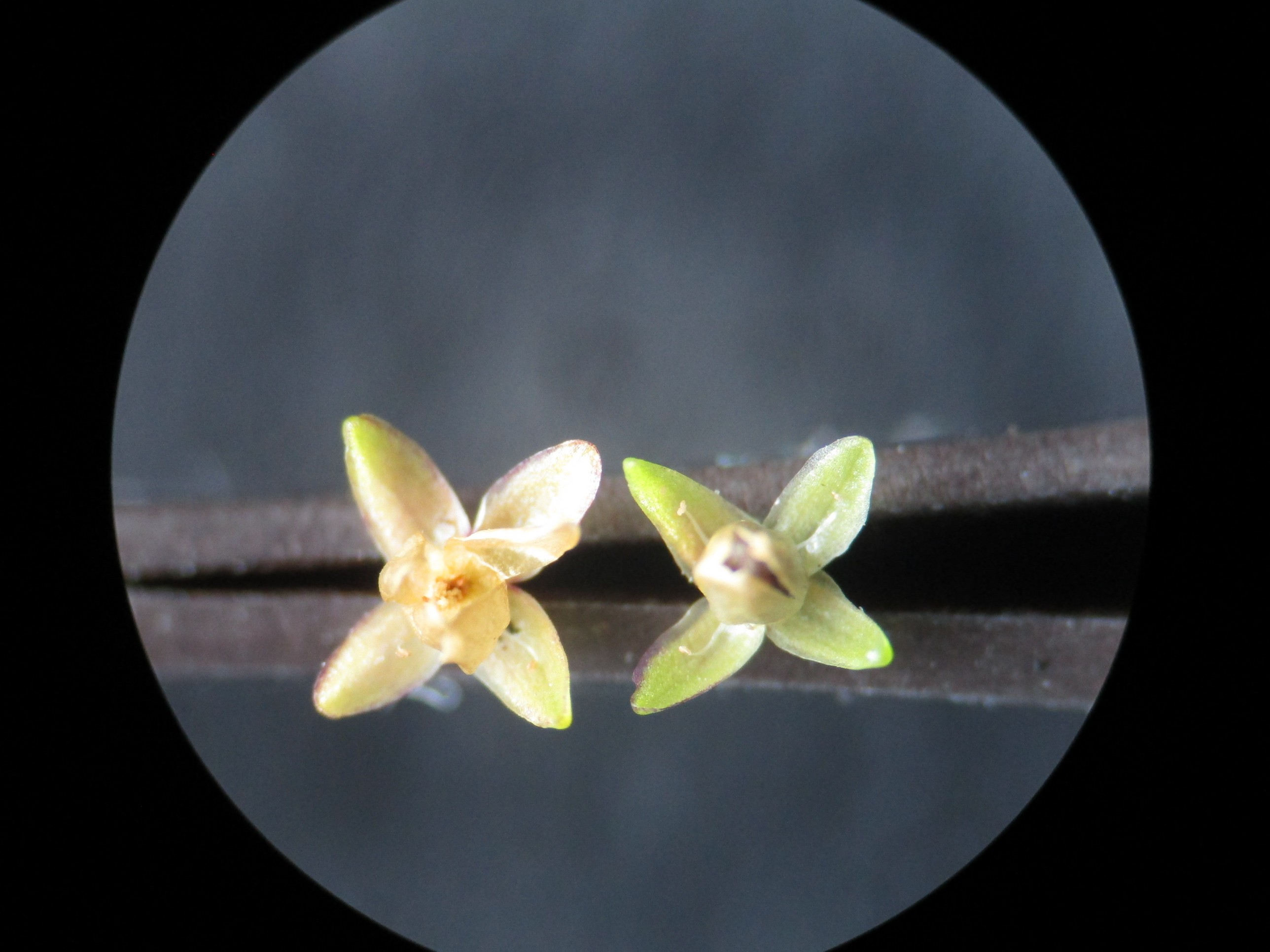
Rechtafstaande kelkbladen
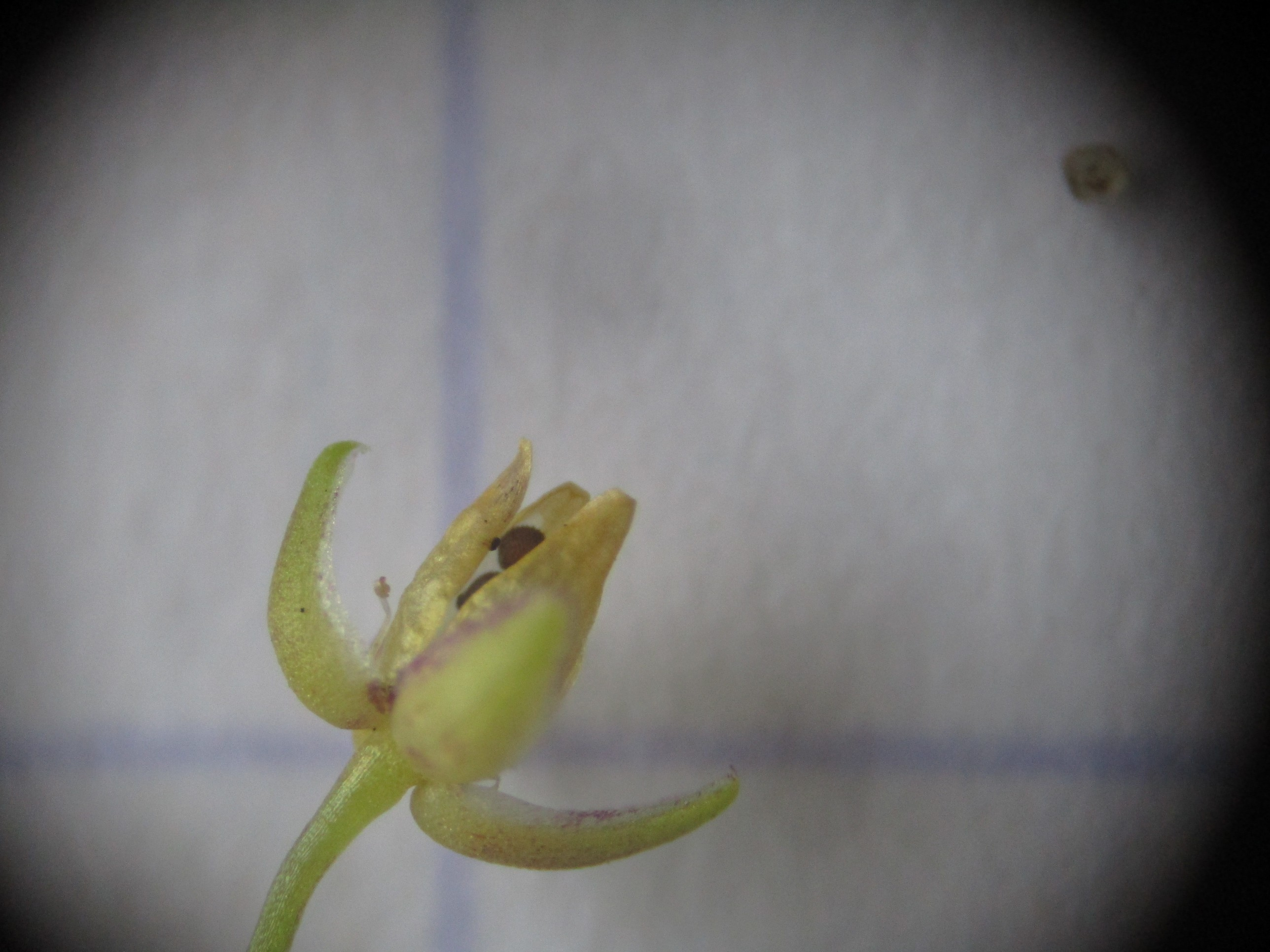
Vrucht
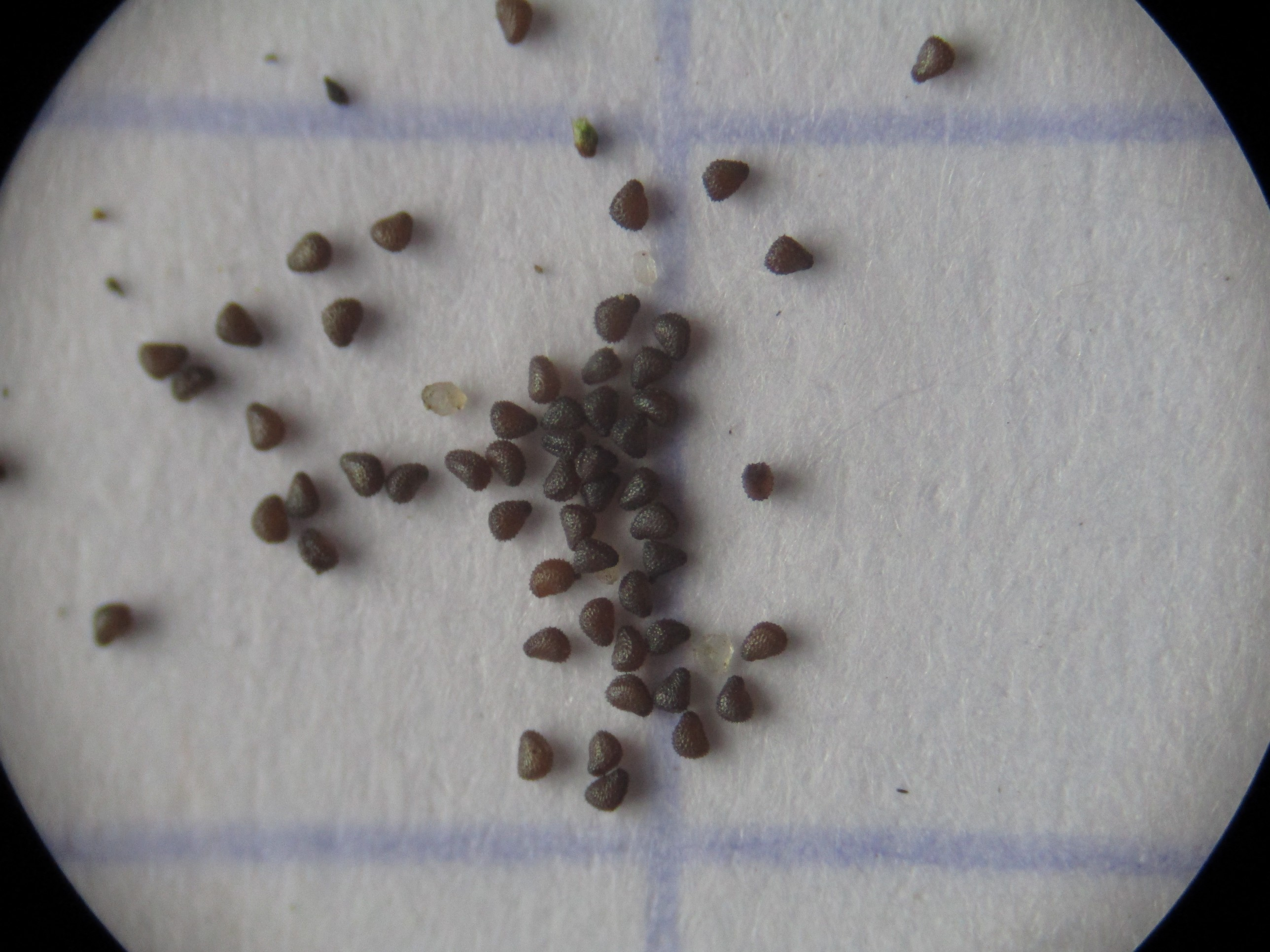
Zaden